# 光パラメトリック増幅器

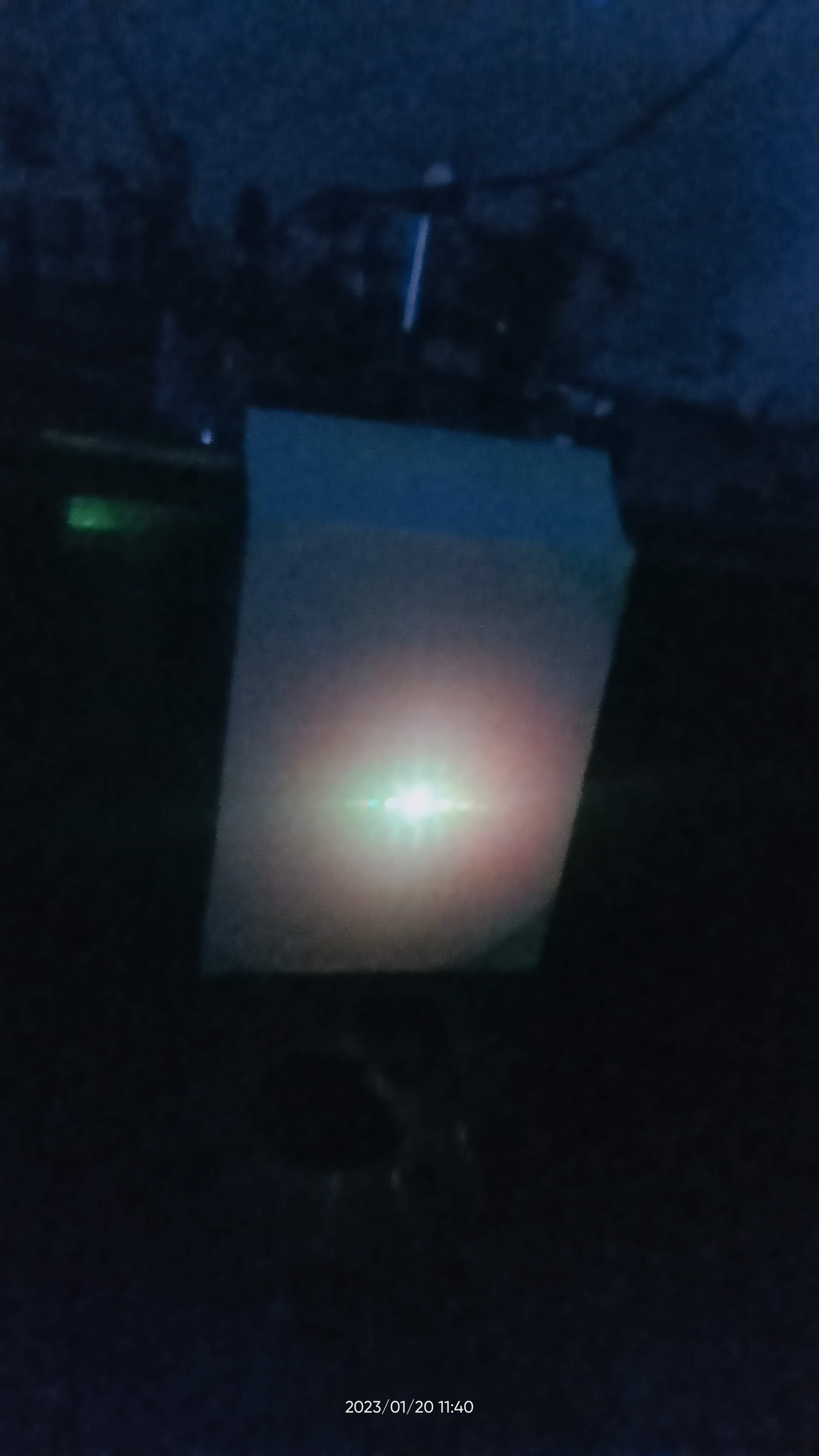
OPA からの典型的なビーム出力。

光パラメトリック増幅器（ひかりパラメトリックぞうふくき、英:optical parametric amplifier、略称OPA）は、レーザー光の波長変換により任意の波長のレーザー光を得る光源である。この波長変換/発生機構はパラメトリック発生(optical-parametric generation、略称OPG)と呼ばれる。光パラメトリック増幅器のうち、光パラメトリック発生が発振器の中に収められているものを特に光パラメトリック発振器(optical parametric oscillator、略称OPO)と呼ぶ。
光パラメトリック発生を用いた実際の装置は、レーザー光が通過する非線形媒質の配置方向をコンピュータ制御するものであり、ボタン一つで出力光の波長を様々に変化させられる。

## 光パラメトリック発生(OPG)
光パラメトリック発生(OPG)とは、光の入射に対する媒質の非線形応答による差周波光の発生である。これはまたレーザー光を元に異なる波長のレーザー光を生み出す手段の一つである。
非線形応答する条件を満たす条件下にて、媒質に強いポンプ光（周波数{\displaystyle \omega _{1}}）と弱いシグナル光（周波数{\displaystyle \omega _{2}}）を入射すると、シグナル光はポンプ光からエネルギーをもらって増幅し、それと同時にアイドラー光（周波数{\displaystyle \omega _{3}=\omega _{1}-\omega _{2}}）が発生する。エネルギーの収支でみると、ポンプ光（周波数{\displaystyle \omega _{1}}）が失われ、その分のシグナル光（周波数{\displaystyle \omega _{2}}）とアイドラー光（周波数{\displaystyle \omega _{3}}）が生じる。
発生する2つのレーザー光の波長は位相整合条件によって決まる。位相整合条件は、ポンプ光入射軸と結晶軸のなす角度に依存し変化する。つまり、生成光の波長はポンプ光源と媒質の配置によって変えられる。これがパラメトリックと呼ばれる所以であり、周波数可変のコヒーレント光源として利用できる。（縮退四光波混合の効果と関係がある。）

## 光パラメトリック増幅(OPA)
光パラメトリック増幅とは、非線形光学効果を利用して、特定の周波数の光の強度を強くする操作であり、この仕組みを搭載した装置を光パラメトリック増幅器という。光パラメトリック増幅では、シグナル光を種光/seed光と呼び、これをポンプ光で増幅する。増幅した結果、ポンプ光の強度は下がり、その分アイドラー光が生じる。
シグナル光とポンプ光の非線形相互作用によってアイドラー光が生じる、という原理は差周波発生と同じだが、光パラメトリック増幅ではシグナル光を増幅することに重きが置かれる。媒質に入射するシグナル光がポンプ光に比べ強度が弱く、ポンプ光からシグナル光へのエネルギーの移動がより顕著である。
シグナル光とポンプ光が完全な位相整合状態の時、媒質に入射する前後のシグナル光の強度比は以下のようになる。
{\displaystyle \mathrm {G} ={\frac {I_{s}(L)}{I_{s0}}}={\frac {1}{4}}\exp {2\Gamma L}.}
Lは媒質の厚さである。
また、Γはポンプ光の強度Ip、シグナル光・アイドラー光の波長λs, λi、媒質の非線形度deff、シグナル光・アイドラー光・ポンプ光それぞれの波長における媒質の屈折率ns, ni, npに依存する値である。
{\displaystyle \Gamma ^{2}={\frac {2\omega _{i}\omega _{s}d_{eff}^{2}I_{p}}{n_{i}n_{s}n_{p}\epsilon _{0}c_{0}^{3}}}.}